# Pilar de Madariaga Rojo
Pilar de Madariaga Rojo (Madrid, 21 d'abril de 1903 - íd. 6 d'abril de 1995) va ser una de les pioneres espanyoles en el camp de la química durant l'Edat de Plata corresponent al primer terç del segle XX a Espanya, la carrera investigadora i docent de la qual es va truncar després de la Guerra Civil Espanyola. Es va exiliar als Estats Units, on va poder treballar com a professora de llengua espanyola; arribà a obtenir el doctorat el 1949 i a dirigir el Departament d'Estudis Hispànics del Vassar College.

## Ressenya biogràfica
Pilar de Madariaga Rojo va néixer a Madrid, filla de José de Madariaga Castro, militar, i d'Ascensión Rojo Regi, natural de L'Habana. Ascensión de Madariaga Rojo, impulsora i cofundadora del Lyceum Club Femení, i Salvador de Madariaga Rojo eren germans seus.

## Formació
Després de cursar estudis al Col·legi Alemany de Madrid i a l'Institut Cardenal Cisneros, va obtenir la llicenciatura en Química el 1929 a la Universitat de Madrid. A l'empara de la Junta d'Ampliació d'Estudis, estigué al Vassar College durant el curs acadèmic 1929-1930. Va passar els mesos d'estiu a la Universidad de Stanford a Palo Alto, Califòrnia. Fou designada cònsol del comitè pro-Unió Federal d'estudiants hispans, als Estats Units. La memòria corresponent als cursos 1928 a 1929 i 1929 a 1930 de la JAE recull un informe de l'activitat de Pilar de Madariaga durant la seva estada en aquesta universitat:
| « | ...va fer mesures de força electromotrius per mitjà d'elèctrodes de calomelans, de quin-hidrona i hidrogen. Va determinar problemes especials en relació amb aquestes forces electromotrius i càlcul de PH. Al mateix temps que aquest curs, va seguir-ne un d'espectroscòpia, en què a més dels temes orals, va treballar al laboratori en el reconeixement i mesura de les línies dels espectres de mercuri, níquel i titani. El segon semestre va intensificar al laboratori l'anàlisi del titani, del qual va fer un estudi especial, considerant-ne una tríada que acaba al nivell a5. Els temes orals van consistir en la discussió de l'espectre d'absorció de l'hidrogen, considerant-ne les noves línies; i en els mètodes de mesura dels potencials d'ionització. | » |

Pel que fa a la seva estada a la Universitat Stanford, no hi va fer treballs de laboratori, sinó que es van presentar temes escrits sobre crítica de la teoria electrònica de la valència i espectres de banda i la seva aplicació en la determinació de les calors de dissociació. Una beca li va permetre estudiar a la Universitat de Colúmbia (Nova York) durant el curs 1930-1931, que va prorrogar el curs següent.

## Carrera professional i investigació
De retorn a Espanya, els seus coneixements sobre espectroscopía i òptica física i sobre les tècniques que s'empraven als Estats Units van ser decisius perquè pogués incorporar-se a la Secció d'Espectroscòpia de l'Institut Nacional de Física i Química, també conegut com a Institut Rockefeller, que dirigia Miguel Antonio Catalán Sañudo.
Pilar de Madariaga va ser una de les 36 dones, d'un total de 158 persones, contractades per l'Institut Nacional de Física i Química com a becàries i col·laboradores. La majoria eren filles de pares amb professions liberals o titulats superiors. Només una d'elles, Jenara Vicenta Arnal Yarza, era filla de jornaler. La professió de la mare en la major part de casos, excepte en un, era la de les labors “pròpies del seu sexe”. Prop d'un terç eren antigues alumnes de l'Institut-Escola i tenien qualificació d'excel·lent i premi extraordinari en la llicenciatura.

Pilar de Madariaga hi va estudiar l'arc del molibdè i aquell mateix any publicava juntament amb el professor Català els resultats de l'espectre d'aquest element. A més, durant el curs escolar 1933-34, Pilar de Madariaga va ser professora de física i química a l'institut d'ensenyament secundari de Puertollano. Al mateix temps va continuar amb les seves recerques; concretament, segons refereix un informe signat per Català:
| « | “La senyoreta Pilar de Madariaga s'ocupa d'intentar la valoració de petites quantitats de mercuri a l'aire de les nostres mines d'Almadén i als gasos de les xemeneies dels forns d'aquelles fàbriques. El mètode espectroscòpic presentarà potser més sensibilitat i rapidesa que els mètodes actuals…” | » |

## Exili
Pilar de Madariaga va ser una de les docents i investigadores que van poder formar-se als Estats Units mitjançant el sistema de beques i pensions que formaven part del marc per al desenvolupament científic i acadèmic de la Junta d'Ampliació d'Estudis, que van haver d'exiliar-se després de la guerra civil i acabar amb la seva carrera com a investigadora. L'Ordre de 19 de novembre de 1941 va resoldre negativament l'expedient de depuració: Pilar de Madariaga l'última destinació de la qual havia estat l'Institut Pérez Galdós, on era encarregada de curs, quedava inhabilitada per a l'exercici de l'ensenyament. Va tornar als Estats Units, al Vassar College que havia conegut com a científica investigadora, i on va ser contractada per a fer classes d'espanyol. Va haver de fer una altra carrera i obtenir el grau de doctora: va ser el 1949 al Middlebury College amb la tesi “Las novelas de Azorín: Estudio de sus temas y técnica”. Es va jubilar el 1968, retirada de la docència i la recerca. Va tornar a Espanya i va morir a Madrid el 6 d'abril de 1995.